# Elan' (città)
Elan' (in russo  Елань?) è un insediamento di tipo urbano della Russia meridionale, nell'oblast' di Volgograd. È il centro amministrativo del rajon Elanskij. La città si trova 310 chilometri a nord di Volgograd, alla confluenza dei fiumi Tersa ed Elan'.